# Marcello Piperno
Marcello Piperno (* 14. August 1945 in Rom) ist ein italienischer Archäologe, der sich mit der Urgeschichte beschäftigt, insbesondere dem Paläolithikum.

## Leben
Er war seit 1992 professore associato di Paletnologia am Dipartimento di Discipline Storiche der Universität Neapel Federico II. Anschließend lehrte er als ordentlicher Professor an der Universität La Sapienza in Rom.
Piperno führte Grabungen an folgenden Plätzen durch: Arene Candide und Grotta delle Manie in Ligurien, Macchia della Codata, Osa, Palidoro und Guattari-Höhle in Latium, dann Monte Peglia in Umbrien, Grotta della Madonna, Torre Nave und Rosaneto in Kalabrien, Grotta Romanelli, Grotta dei Giganti und Fondo Focone in Apulien, schließlich Notarchirico in der Basilicata, Grotta dell’Uzzo und Grotta Giovanna auf Sizilien sowie Grotta del Pino in Kampanien. Auch außerhalb Italiens leitete Piperno Grabungen, etwa im Oman, aber auch in Schahr-e Suchte, Tepe Hissar, Schiras und Dschahrom im Iran; im ägyptischen Naqada sowie in Kassala im Sudan. 1999 bis 2010 leitete er die italienische archäologische Mission in Melka Kunture in Äthiopien.

## Veröffentlichungen (Auswahl)
- Considerazioni sull’inizio dell’attività strumentale nel Pleistocene inferiore, in: Bullettino di Paletnologia Italiana 79 (1972) 7–30.
- mit Raffaele Biscione, Maria Grazia Bulgarelli, Lorenzo Costantini, Maurizio Tosi: Archaeological Discoveries and Methodological Problems in the excavations of Shahr-i Sokhta, Sistan, in: South Asian Archaeology 2 (1974) 2–52.
- mit Maria Grazia Bulgarelli-Piperno: First approach to the ecological and cultural significance of the Early Palaeolithic site of Garba IV at Melka Kunture, (Ethiopia), in: Quaternaria 18 (1976) 347–382.
- Socio-economic Implications from the Graveyard of Shahr-i Sokhta, in: South Asian Archaeology, IVth International Conference, Bd. 1, 1977, S. 123–139.
- mit Italo Biddittu: Studio tipologico e interpretazione dell’industria acheuleana e pre-musteriana dei livelli m e d di Torre in Pietra (Roma), in: Quaternaria 20 (1978) 441–536.
- mit Jean Chavaillon, N. Chavaillon, F. Hours: From Oldowan to Middle Stone Age at Melka Kunture. Understanding Cultural Changes, in: Quaternaria 21 (1979) 87–114. (online, PDF)
- mit G. Belli, G. Belluomini, P. F. Cassoli, S. Cecchi, M. Cucarzi, L. Delitala, F. Fornaciari, F. Mallegni, A. G. Segre, E. Segre Naldini: Découverte d’un femur humain acheuléen à Notarchirico Venosa, in: L’Anthropologie 95,1 (1987) 47–88.
- mit Alessandro Guidi (Hrsg.): Italia Preistorica, Laterza, Rom, Bari 1992.
- mit Silvana Borgognini, Alessandro Canci, E. Repetto: Dati archeologici e antropologici sulle sepolture mesolitiche della Grotta dell’Uzzo (Trapani), in: Bullettino di Paletnologia Italiana 84 (1993) 85–179.
- (Hrsg.): Notarchirico 500.000 anni fa, Guida al sito Paleolitico, Osanna, Venosa 1996.
- mit Mario Micheli, Eligio Vacca (Hrsg.): L’Uomo di Altamura e la Grotta di Lamalunga, ABACO, 1996.
- mit David Lefèvre, Jean-Paul Raynal, Antonio Tagliacozzo: Notarchirico, an early Middle Pleistocene site in the Venosa Basin, Atti del Convegno di Weimar Lifestyles e survival strategies in Pliocene e Pleistocene hominids, 1997.
- Il Paleolitico inferiore dell’isola di Capri. Una sintesi, in:  Eduardo Federico, Elena Mirea (Hrsg.): Capri antica. Dalla Preistoria alla fine dell’Età romana, 1998, S. 49–59.
- (Hrsg.): Notarchirico, un sito del Pleistocene medio antico nel bacino di Venosa, Osanna, 1999.
- mit Jean Chavaillon: Studies on the Early Paleolithic site of Melka Kunture, Ethiopia, Rom 2004 (online, PDF).